# Tuğrulhan Erdemir
Tuğrulhan Erdemir, auch Tugrul Han Erdemir (* 3. Januar 1999 in Kars, Türkei), ist ein türkischer Boxer. Er ist unter anderem Junioren-Weltmeister von 2015, Jugend-Weltmeister von 2016, Jugend-Europameister von 2017 und Gewinner der Mittelmeerspiele 2018 sowie der Balkanmeisterschaften 2019 bei den Erwachsenen.

## Karriere

### National
Erdemir begann 2006 in Kars mit dem Boxsport, einer seiner Trainer ist Kıvanç Buru. Er ist Türkischer Schülermeister 2011 (–38,5 kg), 2012 (–43 kg) und 2013 (–53 kg) sowie Türkischer Juniorenmeister 2014 im Bantamgewicht (–54 kg) und 2015 im Leichtgewicht (–60 kg). 2016 und 2017 wurde er Türkischer Jugendmeister im Halbweltergewicht (-64 kg). 
2018 wurde er Türkischer U22-Meister und erstmals auch Türkischer Meister der Erwachsenen (Elite) im Halbweltergewicht.

### International

#### Jugend
Bei den Schüler-Europameisterschaften 2012 in Russland erreichte er einen fünften Rang und nahm auch an den Schüler-Europameisterschaften 2013 in Irland teil, wo er dann die Silbermedaille im Fliegengewicht (–52 kg) gewann. Er war dabei erst im Finalkampf knapp mit 1:2 gegen den Russen Dschebar Tschalidow unterlegen.
Bei den Junioren-Europameisterschaften 2014 in Russland schied er im zweiten Kampf aus, gewann aber bei den Junioren-Europameisterschaften 2015 in der Ukraine die Silbermedaille im Leichtgewicht. Diesmal unterlag er im Finale erneut mit einer knappen 1:2-Wertung gegen Bachtijar Gassibekow aus Aserbaidschan, nachdem er zuvor die Starter aus Belarus, Italien, Irland und der Ukraine besiegt hatte.
Seinen bis dahin größten Erfolg erzielte er dann bei den Junioren-Weltmeisterschaften 2015 in Russland, als er die Goldmedaille im Leichtgewicht erkämpfte. Er setzte sich dabei gegen Konrad Białas aus Polen (3:0), Lee Jeong-Tae aus Südkorea (3:0), Raschid Jangasijew aus Russland (3:0), Edel Acosta aus Kuba (3:0) und Paddy Donovan aus Irland (3:0) durch.
2016 gewann er im Halbweltergewicht die Jugend-Weltmeisterschaften in Russland, nachdem er sich gegen Petar Cetinić aus Kroatien (5:0), Dhinesh Kumar aus Singapur (TKO), Denis Gashi aus Deutschland (5:0), Damian Lescaille aus Kuba (4:1), Pawel Michaltschuk aus Belarus (5:0) und Sergei Margarjan aus Russland (4:1) durchgesetzt hatte.
2017 gewann er zudem im Halbweltergewicht die Jugend-Europameisterschaften in der Türkei mit Siegen gegen Bachtijar Gassibekow (DQ), Petr Novák aus Tschechien (5:0), Paddy Donovan (5:0), Iwan Atanassow aus Bulgarien (5:0) und Musa Marujew aus Russland (5:0).
2018 gewann er die Silbermedaille im Halbweltergewicht bei den U22-Europameisterschaften in Rumänien. Er hatte gegen den Kosovaren Patriot Behrami (5:0), den Russen Pawel Fedorow (5:0), den Rumänen Vasile Suciu (5:0) und den Italiener Francesco Iozia (5:0) das Finale erreicht, wo er gegen den Georgier Lasha Guruli mit 1:4 unterlag. Auch bei den U22-Europameisterschaften 2019 in Russland gewann er die Silbermedaille, nachdem er im Finale mit 1:4 gegen den Russen Alan Abajew unterlegen war. Zuvor hatte er den Waliser Michael McDonagh 4:1, den Italiener Gianluigi Malanga 5:0 und Petr Novák 5:0 besiegt.

#### Elite-Klasse
Sein erster großer Bewerb bei den Erwachsenen waren die Mittelmeerspiele 2018 in Spanien, wo er die Goldmedaille im Halbweltergewicht gewinnen konnte. Er schlug dabei den Syrer Mohamed Mousafat (4:1), den Algerier Chemseddine Kramou (5:0), den Spanier Johan Orozco (5:0) und den Marokkaner Abdelhaq Nadir (5:0).
Bei den Europaspielen 2019 in Belarus besiegte er den Bosnier Haris Mešanović (5:0) und den Georgier Lasha Guruli (4:1), ehe er im Viertelfinale gegen den Niederländer Enrico Lacruz (2:3) ausschied. Bei den Weltmeisterschaften 2019 in Jekaterinburg besiegte er Wladislaw Baryschnik aus Deutschland (4:1) und schied im zweiten Kampf gegen den Tadschiken Bahodur Usmonow (RSC) aus.
Bei den Balkanmeisterschaften 2019 in der Türkei gewann er mit Siegen gegen Marko Cvetanović aus Kroatien (5:0) und Shpëtim Bajoku aus dem Kosovo (5:0) die Goldmedaille.
Bei der europäischen Qualifikation für die Olympischen Spiele 2020 startete er im Leichtgewicht und besiegte den Deutschen Kastriot Sopa (5:0), unterlag jedoch im Achtelfinale gegen den Briten Luke McCormack (1:4).
Bei der Europameisterschaft 2022 in Jerewan nahm er im Weltergewicht teil und verlor im Achtelfinale gegen Alexandru Paraschiv (1:4) aus Moldau. Bei der Weltmeisterschaft 2023 in Taschkent schied er ebenfalls im Achtelfinale mit 3:4 gegen den Franzosen Makan Traoré aus.
Die Europaspiele 2023 in Krakau beendete er mit dem Gewinn einer Bronzemedaille im Halbmittelgewicht; nach Siegen gegen Dawron Bossorow (5:0), Jurij Sacharjejew (3:2) und Magomed Schachidow (5:0), war er aufgrund einer Verletzung kampflos im Halbfinale ausgeschieden. Eine weitere Bronzemedaille gewann er bei der Europameisterschaft 2024 in Belgrad. Nach Siegen gegen Gabriele Rontani, Makan Traoré und Alban Beqiri, war er im Halbfinale gegen Eskerchan Madijev ausgeschieden. Im November 2024 wurde Erdemir wegen Dopings für zwei Jahre gesperrt. Alle Ergebnisse ab dem 17. Februar 2024 wurden rückwirkend annulliert.